# Ревда
Ревда́ (рос. Ревда) — місто, центр Ревдинського міського округу Свердловської області.

## Географія
Місто розташоване на берегах ставка й річки Ревда в місці впадіння її до річки Чусової. Ревду називають «Першим містом Європи» (адміністративний центр знаходиться найближче інших міст до умовної лінії, що розділяє Європу й Азію). Залізнична станція на лінії Казань — Єкатеринбург, за 43 км на захід від Єкатеринбургу, поруч з Первоуральськом, на південь від нього.

## Історія
Ревда — одне з найстаріших міст Уралу. Датою заснування вважається 1 вересня 1734 року — день, коли домна в селищі, побудованому Акинфієм Демидовим, дала перший чавун. Етимологія назви не визначена, але найбільш імовірним є значення слова «Ревда» — «яма» («руовдьяр», фінно-угорське). Оскільки саме мідне родовище було знайдено поблизу однойменної річки, причому задовго до приходу російського населення в ці місця.
До приходу російського населення тут жили башкири, у яких згодом заводчики Демидови за безцінь викупили ці землі, а башкирам довелося їх залишити.

## Населення
Населення — 61875 осіб (2010, 62667 у 2002).